# Merghindeal
Merghindeal (en hongrois : Morgonda, en allemand : Mergeln) est une commune du județ de Sibiu en Roumanie.